# 橘消防署

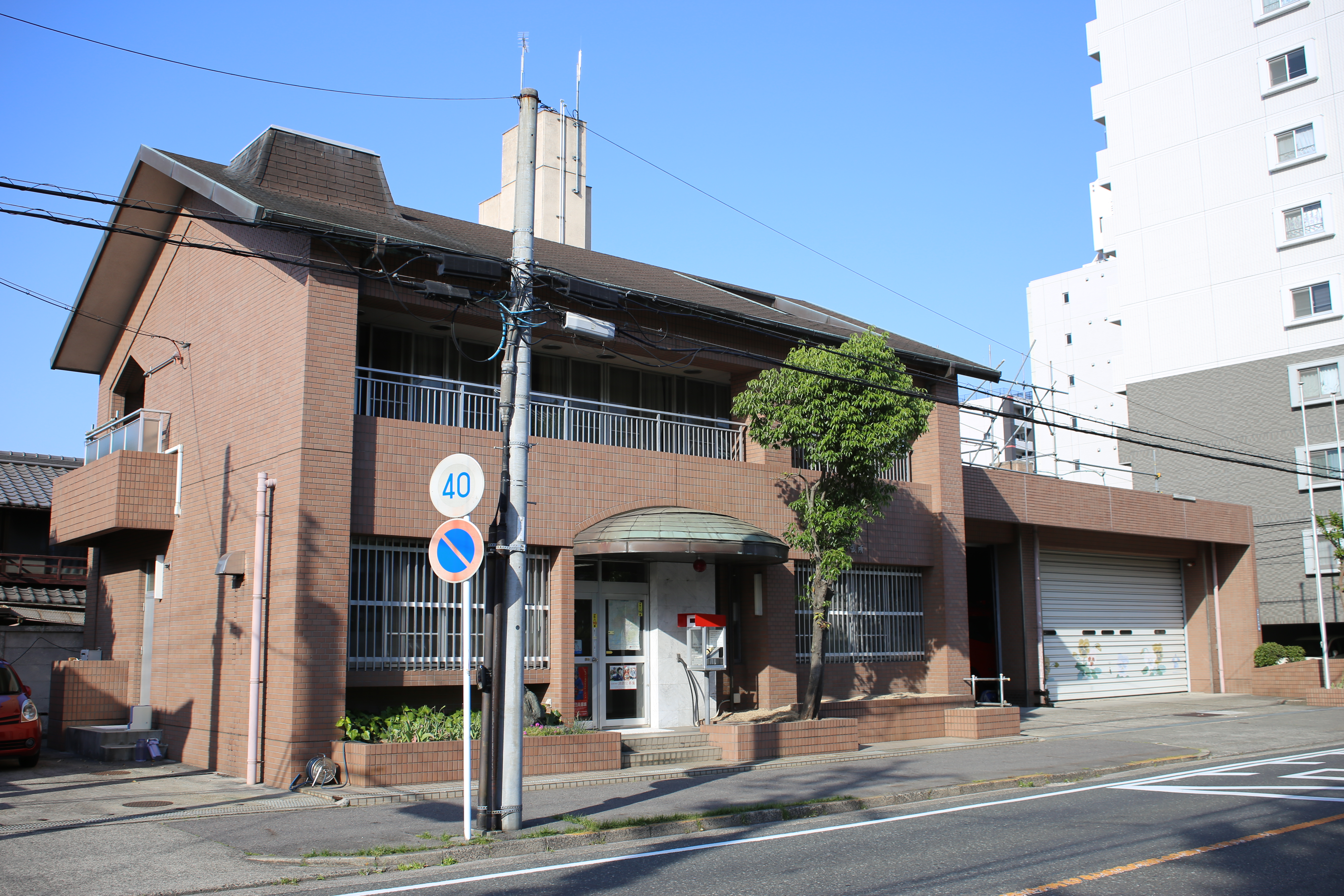
橘消防署跡地に建つ中消防署橘出張所（2015年5月）

橘消防署（たちばなしょうぼうしょ）は、愛知県名古屋市中区に所在した消防署。

## 歴史

### 沿革
- 1919年（大正8年）7月20日 - 愛知県南消防署として、名古屋市内初の消防署の一つとして、愛知県中消防署とともに発足した[1]。当時の管轄は同市南区一円だった[1]。
- 1920年（大正9年）4月1日 - 本署を南区熱田白鳥町に移転する[2]。
- 1922年（大正11年）4月25日 - 本署を中区伊勢山町に移転し、南区白鳥町に白鳥町出張所を設置する[2]。また、中消防署より門前町出張所が移管される[2]。
- 1926年（大正15年）11月1日 - 南区瑞穂町に瑞穂出張所を設置する[2]。
- 1929年（昭和4年） - 本署を中区梅川町に移転する[2]。
- 1933年（昭和8年）4月1日 - 門前町出張所を中区御器所町1丁目に移転し、御器所出張所と改称する[2]。
- 1937年（昭和12年）3月6日 - 築地出張所を南区稲荷町に設置する[2]。
- 1938年（昭和13年）4月1日 - 本署に救護隊を設置する[2]。
- 1939年（昭和14年）12月13日 - 広路出張所を昭和区広路町石仏に設置する。また、築地出張所を港消防署に移管する[2]。
- 1942年（昭和17年）7月1日 - 葛町出張所を中区葛町4丁目に、高辻出張所を昭和区東郊通8丁目に、鶴舞出張所を昭和区鶴舞町にそれぞれ設置する[2]。
- 1943年（昭和18年）8月17日 - 白鳥出張所を高蔵消防署へ移管する[2]。
- 1943年（昭和18年）12月24日 - 門前出張所を中区門前町2丁目に設置し、御器所・高辻両出張所を叢雲消防署に移管する[2]。
- 1944年（昭和19年）2月11日 - 中区から栄区の分区実施に伴い、栄区を東新消防署に移管し、橘消防署と改称した[1]。また、鶴舞出張所を叢雲消防署に移管する[2]。
- 1944年（昭和19年）9月 - 本署の救護隊を廃止する[2]。
- 1945年（昭和20年）10月1日 - 東新消防署の管轄が栄区・中区を兼ねることになり、橘消防署としては廃止されたが、同時に東新消防署橘出張所が発足した[1]。葛町・門前出張所を廃止する[2]。
- 1988年（昭和63年）5月 - 橘消防署旧庁舎の老朽化に伴い、改築[1]。

### 歴代署長
| 代 | 就任年月日                | 氏名        | 階級         |
| -- | ------------------------- | ----------- | ------------ |
| 1  | 1919年（大正8年）7月20日  | 大脇 藤一   | 消防士兼警部 |
| 2  | 1920年（大正9年）11月24日 | 北村 隆一   | 消防士兼警部 |
| 3  | 1923年（大正12年）3月12日 | 小林 一郎   | 消防士兼警部 |
| 4  | 1924年（大正13年）12月2日 | 石井 春治   | 消防士兼警部 |
| 5  | 1926年（大正15年）7月17日 | 山口 庄九郎 | 消防士兼警部 |
| 6  | 1927年（昭和2年）4月20日  | 小南 庄吉   | 消防士兼警部 |
| 7  | 1928年（昭和3年）5月16日  | 倉地 章     | 消防士兼警部 |
| 8  | 1929年（昭和4年）9月11日  | 都築 安吉   | 消防士兼警部 |
| 9  | 1930年（昭和5年）1月22日  | 土井 宏     | 消防士兼警部 |
| 10 | 1931年（昭和6年）5月4日   | 小森 金重   | 消防士兼警部 |
| 11 | 1932年（昭和7年）1月16日  | 渡辺 敏     | 消防士兼警部 |
| 12 | 1932年（昭和7年）8月19日  | 堀田 坂十郎 | 消防士兼警部 |
| 13 | 1933年（昭和8年）9月30日  | 久野 敬豊   | 消防士兼警部 |
| 14 | 1935年（昭和10年）6月10日 | 武川 文三   | 消防士兼警部 |
| 15 | 1939年（昭和14年）3月31日 | 犬飼 磯吉   | 消防士兼警部 |
| 16 | 1942年（昭和17年）7月1日  | 團迫 鉦一郎 | 消防士兼警部 |
| 17 | 1943年（昭和18年）1月1日  | 田中 英一   | 消防士兼警部 |
| 18 | 1943年（昭和18年）3月19日 | 田中 英一   | 消防司令     |
| 19 | 1944年（昭和19年）7月10日 | 磯部 正     | 消防司令     |
| 20 | 1945年（昭和20年）4月16日 | 近藤 太郎   | 消防司令     |